# ジェフ・ノヴィツキー
ジェフ・ノヴィツキー（Jeff Novitzky、1967年12月15日 - ）は、UFCのアスリート・ヘルス・パフォーマンス・上級本部長。以前は食品医薬品局（FDA）の特別捜査官として、プロスポーツにおけるドーピングの捜査をしていた。2008年4月までは、内国歳入庁（IRS）の特別捜査官として5年以上にわたってドーピングの捜査をしていた。ジェフ・ノビツキーとも表記される。
ノヴィツキーの功績は「スポーツのありさまを変えた」と高く評価されている。

## 経歴

### 学生時代
カリフォルニア州バーリンゲームで育ち、1986年にミルズ高校を卒業。高校時代には、走り高跳びで7フィートの記録を残したが、サンマテオ郡の歴史で7フィートの記録を達成した唯一の高校生アスリートである。また、ペニンシュラ・アスレティック・リーグ（PAL）の男子バスケットボール部門の最優秀選手にも選ばれている。
高校を卒業した後、陸上競技の奨学金を得てアリゾナ大学に入学し、その後バスケットボールのキャリアを続けるためにスカイライン・カレッジに転校した。1989年に、バスケットボールの奨学金を得てサンノゼ州立大学に転校し、1992年に会計学の学位を取得して卒業した。

### ドーピング捜査官
2002年に、マリオン・ジョーンズ、ティム・モンゴメリ、バリー・ボンズ、ビル・ロマノフスキー、ジェイソン・ジアンビ等、オリンピックやメジャーリーグベースボール（MLB）の数十名の著名なアスリートが不正行為に関与していたことが発覚し、スポーツ史上で最もよく知られたドーピングスキャンダルとして認識されることになる「バルコ・スキャンダル」を、内国歳入庁の連邦捜査官としてチームを率いて捜査を指揮し、世界に名前を知られるようになる。
ノヴィツキーは、バリー・ボンズの連邦偽証裁判の主任特別捜査官を務めた。
ノヴィツキーは、ブライアン・マクナミーとカーク・ラドムスキーを説得して、メジャーリーグベースボールのドーピング問題をまとめた実態調査報告書である「ミッチェル報告書」の中で証拠となる重要な証言をさせた。
2007年10月に、マリオン・ジョーンズが、ノヴィツキーに対して虚偽の陳述をしたとして有罪を認めた。
2010年5月20日、ノヴィツキーが、ランス・アームストロングのツール・ド・フランスでのドーピングの捜査を担当しており、アームストロングの元チームメイトのフロイド・ランディスが捜査に協力していると報じられた。2018年12月のUFCの記者会見でノヴィツキーはアームストロングを「プロスポーツ史上最大の詐欺師の一人」と呼んでいる。
元自転車競技選手のタイラー・ハミルトンは、著書"The Secret Race: Inside the Hidden World of the Tour de France: Doping,Cover-ups,and Winning at All Costs（邦題『シークレット・レース　ツール・ド・フランスの知られざる内幕』）"の中で、ノヴィツキーについて 『"ブルドーザー" を運転して自転車競技にまん延する運動能力向上薬の使用の詳細を暴いた』と書いている。
ノヴィツキーの功績は、アル・カポネの犯罪組織を壊滅するための特別捜査班のリーダーを務めるなど、著名な財務省の捜査官だったエリオット・ネスと比較されるなど高く評価されている。
2015年4月から、UFCにアスリート・ヘルス＆パフォーマンス・本部長として入社した。ノヴィツキーは、UFCでアンチ・ドーピングの監督だけでなく、アスリートの健康とパフォーマンスについての監督もしている。2019年7月、上級本部長に昇進した 。